# Sint-Veerleplein

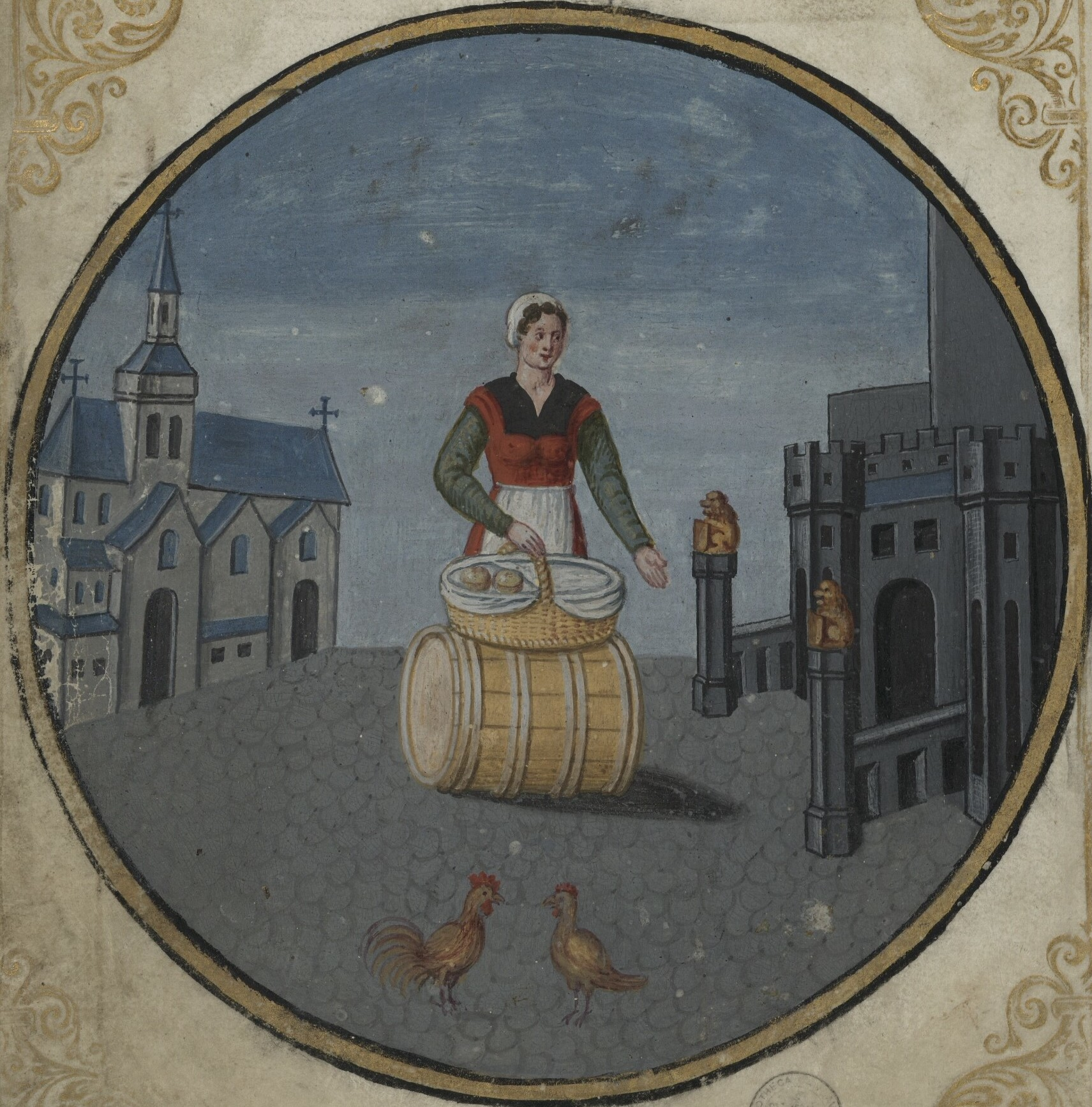
Het plein afgebeeld in 1624 met de Sint-Veerlekerk en het Gravensteen.

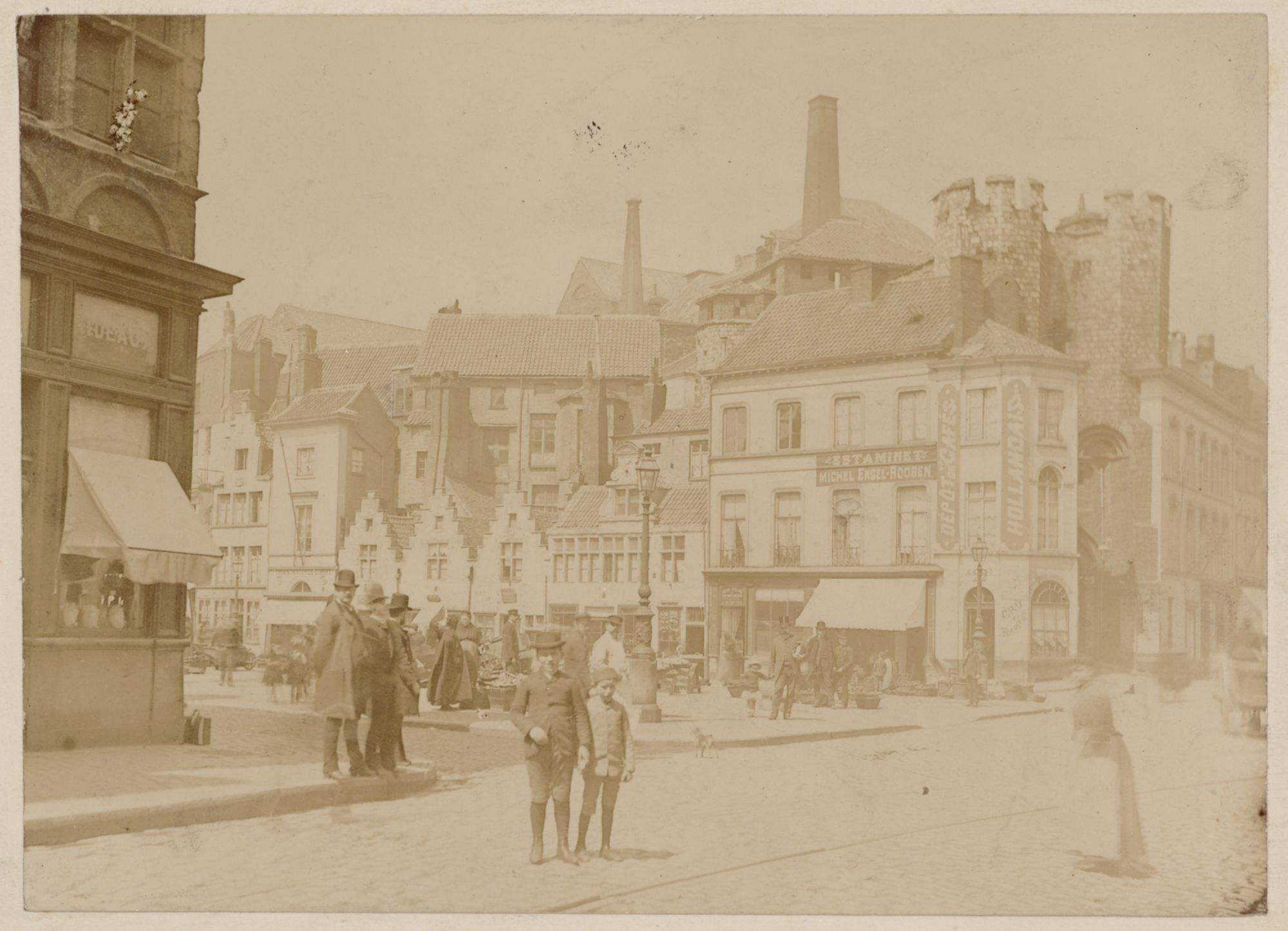
Het Sint-Veerleplein rond 1880-1890, toen er huisjes stonden tegen het Gravensteen, dat nog een fabriek was.

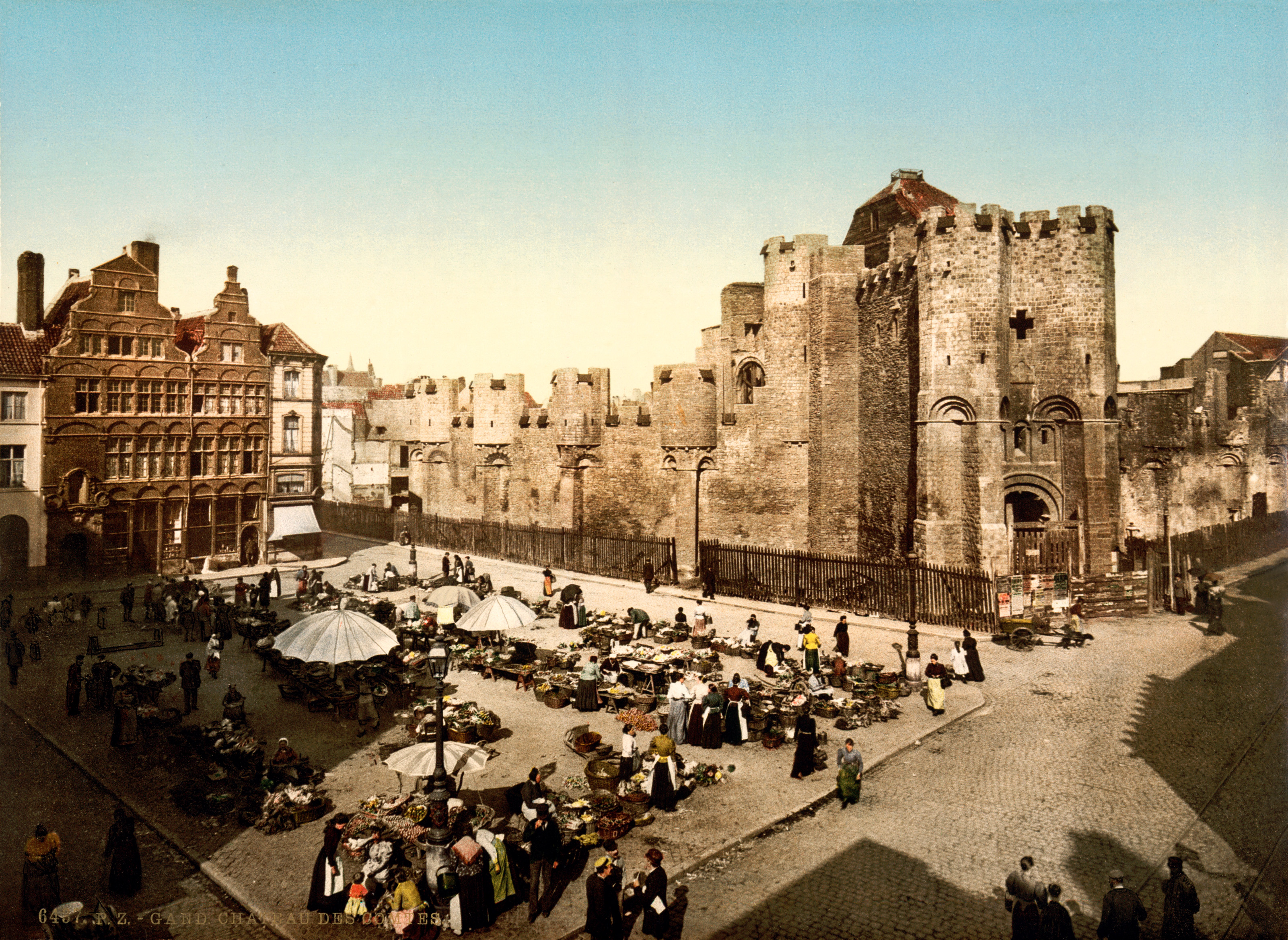
Sint-Veerleplein na de buitenrestauratie van het Gravensteen, eind 19e eeuw.

Het Sint-Veerleplein is een plein in de Belgische stad Gent. Het plein wordt aan de noordkant gedomineerd door het Gravensteen. Achter de gebouwen loopt ten westen van het plein de Lieve en ten zuiden de Leie. Ten oosten ligt de wijk Patershol. Het plein is genoemd naar de heilige Pharaïldis van Gent.

## Het Sint-Veerleplein en de verdwenen Sint-Veerlekerk
In 1212 werd ten zuiden van het huidig plein de Sint-Veerlekerk opgericht, waaraan het plein zijn naam ontleent. Ze werd op 30 juni 1216 gewijd en bediend door kanunniken. Deze kerk was de hofkerk van de graven van Vlaanderen. Muurresten en graven werden ontdekt bij verbouwingswerken in 2007 aan de Oude vismijn. Tussen 1190 en 1225 kreeg Sint-Veerle parochierechten waardoor hier ook mensen mochten worden begraven. Toch vonden hier alleen maar graven en andere hoge ambtenaren van het Gravensteen hun laatste rustplaats. De kerk werd in 1581 afgebroken.

## Het Sint-Veerleplein als executieplaats
Vanaf 1407 tot het eind van de 18de eeuw fungeerde het plein als gerechtsplaats voor misdadigers. Het was de enige strafplaats in Vlaanderen voor valsmunters. Dat valsmunters hier werden bestraft had te maken met de locatie van de grafelijke munt in het nabijgelegen Gravensteen. De valsmunters werden in een ketel met kokende olie of in kokend water gegooid. Op 17 maart 1540 werden hier negen van de kopstukken van de Gentse Opstand op last van Keizer Karel V onthoofd. Op 4 mei volgden er nog vijf. Hetzelfde lot onderging Jan van Hembyse hier, een van de leiders van de Gentse Republiek in 1584.

## Sire van Maldegem
Sire Gheleyn van Maldeghem, die privileges van de Gentenaren had geschonden, moest als straf de vier houten palen, die de nabijgelegen Groentenmarkt afbakenden, vervangen. Ze waren op een achthoekig voetstuk geplaatst en bekroond met een leeuw die een vlag droeg van Gent, Vlaanderen, Bourgondië en Oostenrijk. In 1782 verdwenen ze uit het straatbeeld.
Tijdens de wereldtentoonstelling van 1913 te Gent plaatste men daar een zuil met bovenaan een zittende leeuw die Gentse banier vasthoudt. De leeuw is een ontwerp van beeldhouwer Oscar Sinia (1877-1956) terwijl de kolom door Valentin Vaerwyck werd ontworpen. Na de wereldtentoonstelling wist het Gents stadsbestuur geen blijf met het enige restant van de tentoonstelling. Hoogstwaarschijnlijk was het overlijden in 1925 van Joseph Casier, de eerste directeur-generaal van het organiserend comité van de wereldtentoonstelling de aanleiding om voor Sire van Maldegem een nieuwe locatie te vinden. In 1926 kreeg de kolom uiteindelijk haar plaats op het Sint-Veerleplein.

## Het Sint-Veerleplein als groentemarkt
Later deed het plein tot begin 20ste eeuw dienst als groentemarkt. De belangrijke gebouwen rond het plein werden in 1913 gerestaureerd naar aanleiding van de wereldtentoonstelling van 1913. In 1993 werd het plein en zijn omgeving als stadsgezicht beschermd. Tot het beschermd gebied behoort ook een stukje van de Kleine Vismarkt, Jan Breydelstraat en Burgstraat.

## Gebouwen
- Het Gravensteen aan de noordkant
- Aan de zuidwestzijde bevindt zich de monumentale ingang van de Oude vismijn
- Enkele huizen werden als monument beschermd:
  - huis "De Waterzooi", Sint-Veerleplein 2
  - De huizen van het voormalige Wenemaersgodshuis, Sint-Veerleplein 9
  - Sint-Veerleplein 12
  - Sint-Veerleplein 13

## Kunstwerk "Ai Nati Oggi" (Aan wie vandaag geboren is)
In 2011 plaatste de stad Gent het kunstwerk "Ai Nati Oggi" (Aan wie vandaag geboren is) van Alberto Garutti op het Sint-Veerleplein.
Het kunstwerk is geïntegreerd in de lantaarns. Deze zijn verbonden met alle materniteiten van de stad (AZ Sint-Lucas, AZ Jan Palfijn, AZ Maria Middelares, UZ). Telkens een kind geboren wordt in een van deze ziekenhuizen wordt op een knop gedrukt en gaan de lantaarns langzaam knipperen.